# Bobsleigh aux Jeux olympiques de 1936
Pour des articles plus généraux, voir Bobsleigh aux Jeux olympiques et Jeux olympiques d'hiver de 1936.
Navigation
Lake Placid 1932 Saint-Moritz 1948
Les épreuves de bobsleigh aux Jeux olympiques d'hiver de 1936 se déroulent sur la piste du Rießersee, à Garmisch-Partenkirchen en Allemagne, entre le 11 et le 15 février 1936. Les épreuves de bob à quatre sont reportées de trois jours à cause de la pluie et de la neige.

## Podiums
| Épreuves                         | Or                                                                  | Argent                                                               | Bronze                                                                  |
| -------------------------------- | ------------------------------------------------------------------- | -------------------------------------------------------------------- | ----------------------------------------------------------------------- |
| Bob à deux résultats détaillés   | États-Unis I Ivan Brown Alan Washbond                               | Suisse II Joseph Beerli Fritz Feierabend                             | États-Unis II Gilbert Colgate Richard Lawrence                          |
| Bob à quatre résultats détaillés | Suisse II Pierre Musy Arnold Gartmann Charles Bouvier Joseph Beerli | Suisse I Reto Capadrutt Hans Aichele Fritz Feierabend Hans Bütikofer | Grande-Bretagne Frederick McEvoy James Cardno Guy Dugdale Charles Green |

## Résultats

### Bob à deux
| Rang   | Équipe             | Athlètes                                        | Manche 1      | Manche 2      | Manche 3      | Manche 4      | Temps final     |
| ------ | ------------------ | ----------------------------------------------- | ------------- | ------------- | ------------- | ------------- | --------------- |
| Or     | États-Unis I       | Ivan Brown et Alan Washbond                     | 1 min 22 s 50 | 1 min 21 s 02 | 1 min 25 s 39 | 1 min 20 s 38 | 5 min 29 s 29   |
| Argent | Suisse II          | Fritz Feierabend et Joseph Beerli               | 1 min 26 s 34 | 1 min 20 s 31 | 1 min 24 s 11 | 1 min 19 s 88 | 5 min 30 s 64   |
| Bronze | États-Unis II      | Gilbert Colgate et Richard Lawrence             | 1 min 25 s 06 | 1 min 21 s 94 | 1 min 24 s 80 | 1 min 22 s 16 | 5 min 33 s 96   |
| 4      | Grande-Bretagne I  | Frederick McEvoy et James Cardno                | 1 min 25 s 61 | 1 min 23 s 85 | 1 min 28 s 58 | 1 min 22 s 21 | 5 min 40 s 25   |
| 5      | Allemagne I        | Hanns Kilian et Hermann von Valta               | 1 min 27 s 29 | 1 min 24 s 24 | 1 min 26 s 63 | 1 min 23 s 85 | 5 min 42 s 01   |
| 6      | Allemagne II       | Fritz Grau et Albert Brehme                     | 1 min 30 s 66 | 1 min 23 s 33 | 1 min 26 s 94 | 1 min 23 s 78 | 5 min 44 s 71   |
| 7      | Suisse I           | Reto Capadrutt et Charles Bouvier               | 1 min 25 s 45 | 1 min 23 s 69 | 1 min 34 s 09 | 1 min 23 s 00 | 5 min 46 s 23   |
| 8      | Belgique I         | Rene Baron Lunden et Eric Vicomte de Spoelberch | 1 min 25 s 82 | 1 min 24 s 35 | 1 min 32 s 31 | 1 min 23 s 80 | 5 min 46 s 28   |
| 9      | Belgique II        | Max Houben et Martial van Schelle               | 1 min 31 s 73 | 1 min 24 s 05 | 1 min 26 s 13 | 1 min 25 s 41 | 5 min 47 s 32   |
| 10     | Pays-Bas I         | Willem Barongevers et Samuel J. Dunlop          | 1 min 31 s 41 | 1 min 24 s 99 | 1 min 25 s 71 | 1 min 26 s 00 | 5 min 48 s 11   |
| 11     | Italie II          | Edgardo Vaghi et Dario Poggi                    | 1 min 30 s 03 | 1 min 25 s 66 | 1 min 29 s 04 | 1 min 26 s 29 | 5 min 51 s 02   |
| 12     | Italie I           | Antonio Brivio et Carlo Soldini                 | 1 min 33 s 38 | 1 min 27 s 85 | 1 min 25 s 78 | 1 min 24 s 20 | 5 min 51 s 21   |
| 13     | Autriche I         | Hans Stürer et Hans Rottensteiner               | 1 min 28 s 12 | 1 min 25 s 20 | 1 min 30 s 55 | 1 min 28 s 13 | 5 min 52 s 00   |
| 14     | France I           | Jean de Suarez d'Aulan et Jacques Bridou        | 1 min 32 s 49 | 1 min 25 s 59 | 1 min 28 s 93 | 1 min 27 s 80 | 5 min 54 s 81   |
| 15     | Roumanie I         | Alexandru Frimu et Costel Rădulescu             | 1 min 29 s 96 | 1 min 27 s 26 | 1 min 34 s 06 | 1 min 24 s 73 | 5 min 56 s 01   |
| 16     | Roumanie II        | Alexandru Budişteanu et Dumitru Gheorghiu       | 1 min 30 s 37 | 1 min 27 s 58 | 1 min 34 s 11 | 1 min 26 s 85 | 5 min 58 s 91   |
| 17     | Tchécoslovaquie I  | Gustav Leubner et Wilhelm Blechschmidt          | 1 min 32 s 53 | 1 min 29 s 23 | 1 min 31 s 59 | 1 min 26 s 12 | 5 min 59 s 47   |
| 18     | Liechtenstein I    | Eduard von Falz-Fein et Eugen Büchel            | 1 min 30 s 96 | 1 min 26 s 91 | 1 min 35 s 27 | 1 min 28 s 20 | 6 min 01 s 94   |
| 19     | Autriche II        | Hans Volckmar et Anton Kaltenberger             | 1 min 33 s 71 | 1 min 26 s 28 | 1 min 30 s 50 | 1 min 31 s 81 | 6 min 02 s 30   |
| 20     | Tchécoslovaquie II | Josef Lanzendörfer et Karel Růžička             | 1 min 31 s 40 | 1 min 28 s 90 | 1 min 36 s 57 | 1 min 32 s 83 | 6 min 09 s 70   |
| 21     | France II          | Louis Bozon et Émile Kleber                     | 1 min 41 s 99 | 1 min 31 s 92 | 1 min 35 s 09 | 1 min 31 s 07 | 6 min 20 s 07   |
| 22     | Luxembourg I       | Raoul Weckbecker et Géza Wertheim               | 1 min 45 s 41 | 1 min 33 s 95 | 1 min 35 s 96 | 1 min 37 s 47 | 6 min 32 s 79   |
| -      | Luxembourg II      | Henri Koch et Gustav Wagner                     | 1 min 42 s 02 | 1 min 31 s 91 | 1 min 29 s 76 | -             | N'a pas terminé |

### Bob à quatre
| Rang   | Équipe             | Athlètes                                                                              | Manche 1      | Manche 2      | Manche 3      | Manche 4      | Temps final     |
| ------ | ------------------ | ------------------------------------------------------------------------------------- | ------------- | ------------- | ------------- | ------------- | --------------- |
| Or     | Suisse II          | Pierre Musy, Arnold Gartmann, Charles Bouvier et Joseph Beerli                        | 1 min 22 s 45 | 1 min 18 s 78 | 1 min 19 s 60 | 1 min 19 s 02 | 5 min 19 s 85   |
| Argent | Suisse I           | Reto Capadrutt, Hans Aichele, Fritz Feierabend et Hans Bütikofer                      | 1 min 23 s 49 | 1 min 19 s 88 | 1 min 20 s 75 | 1 min 18 s 61 | 5 min 22 s 73   |
| Bronze | Grande-Bretagne I  | Frederick McEvoy, James Cardno, Guy Dugdale et Charles Green                          | 1 min 23 s 38 | 1 min 20 s 18 | 1 min 20 s 74 | 1 min 19 s 11 | 5 min 23 s 41   |
| 4      | États-Unis I       | Hubert Stevens, Crawford Merkel, Robert Martin et John Shene                          | 1 min 25 s 61 | 1 min 19 s 17 | 1 min 20 s 51 | 1 min 18 s 54 | 5 min 24 s 13   |
| 5      | Belgique II        | Max Houben, Martial van Schelle, Louis De Ridder et Paul Graeffe                      | 1 min 22 s 22 | 1 min 23 s 52 | 1 min 22 s 50 | 1 min 20 s 68 | 5 min 28 s 92   |
| 6      | États-Unis II      | Francis Tyler, James Bickford, Richard Lawrence et Max Bly                            | 1 min 25 s 61 | 1 min 23 s 85 | 1 min 20 s 22 | 1 min 19 s 32 | 5 min 29 s 00   |
| 7      | Allemagne I        | Hanns Kilian, Sebastian Huber, Fritz Schwarz et Hermann von Valta                     | 1 min 20 s 73 | 1 min 23 s 05 | 1 min 24 s 09 | 1 min 21 s 20 | 5 min 29 s 07   |
| 8      | Belgique I         | Rene Baron Lunden, Eric Vicomte de Spoelberch, Philippe de Pret Roose et Gaston Braun | 1 min 25 s 77 | 1 min 21 s 81 | 1 min 21 s 67 | 1 min 20 s 57 | 5 min 29 s 82   |
| 9      | France I           | Jean de Suarez d'Aulan, Jacques Bridou, Jean Dauven et Louis Balsan                   | 1 min 25 s 77 | 1 min 21 s 81 | 1 min 21 s 67 | 1 min 20 s 57 | 5 min 29 s 82   |
| 10     | Italie I           | Antonio Brivio, Carlo Soldini, Emilio Dell'Oro et Raffaele Manardi                    | 1 min 26 s 96 | 1 min 22 s 46 | 1 min 20 s 98 | 1 min 20 s 67 | 5 min 31 s 07   |
| 11     | Autriche I         | Franz Lorenz, Richard Lorenz, Franz Wohlgemuth et Rudolf Höll                         | 1 min 27 s 38 | 1 min 26 s 84 | 1 min 26 s 17 | 1 min 24 s 74 | 5 min 45 s 13   |
| 12     | Tchécoslovaquie II | Gustav Leubner, Walter Heinzl, Bedrich Posselt et Wilhelm Blechschmidt                | 1 min 26 s 68 | 1 min 25 s 60 | 1 min 28 s 13 | 1 min 25 s 11 | 5 min 45 s 52   |
| 13     | Autriche II        | Viktor Wigelbeyer, Franz Bednar, Robert Bednar et Johann Baptist Gudenus              | 1 min 30 s 70 | 1 min 29 s 62 | 1 min 30 s 95 | 1 min 26 s 64 | 5 min 57 s 91   |
| -      | Roumanie II        | Alexandru Budişteanu, Costel Rădulescu, Alexandru Ionescu et Aurel Mărăcescu          | 1 min 31 s 81 | 1 min 28 s 37 | 1 min 25 s 21 | -             | N'a pas terminé |
| -      | Italie II          | Francesco De Zanna, Ernesto Franceschi, Uberto Gillarduzzi et Amedeo Angeli           | 1 min 23 s 02 | -             | -             | -             | N'a pas terminé |
| -      | Tchécoslovaquie I  | Josef Lanzendörfer, Karel Růžička, Ewald Menzl et Robert Zintel                       |               |               |               |               | N'a pas terminé |
| -      | Allemagne II       | Walter Trott, Fritz Vonhof, Wolfgang Kummer et Rudolf Werlich                         |               |               |               |               | N'a pas terminé |
| -      | France II          | René Charlet, Étienne Payot, Albert Mugnier et Amédée Ronzel                          |               |               |               |               | N'a pas terminé |
| -      | Roumanie I         | Emil Angelescu, Dumitru Gheorghiu, Teodor Popescu et Alexandru Tautu                  |               |               |               |               | N'a pas terminé |

## Tableau des médailles
| Rang | Nation          | Or | Argent | Bronze | Total |
| ---- | --------------- | -- | ------ | ------ | ----- |
| 1er  | Suisse          | 1  | 2      | 0      | 3     |
| 2e   | États-Unis      | 1  | 0      | 1      | 2     |
| 3e   | Grande-Bretagne | 0  | 0      | 1      | 1     |